# Ceresa cuprea
Ceresa cuprea är en insektsart som beskrevs av William D. Funkhouser. Ceresa cuprea ingår i släktet Ceresa och familjen hornstritar. Inga underarter finns listade i Catalogue of Life.